# Blei(II)-carbonat
Bleicarbonat mit der Summenformel PbCO3 ist das Blei(II)-Salz der Kohlensäure. Es ist ein weißer, fester, giftiger Stoff, der in Wasser nahezu unlöslich ist. Er ist in Bleiweiß enthalten und kommt in der Natur als Cerussit (Weißbleierz) vor.

## Synthese
Bleicarbonat fällt in der Kälte aus bleihaltigen Lösungen, zum Beispiel aus Blei(II)-acetat-Lösungen, bei Zugabe von Ammoniumcarbonat oder anderen Carbonaten aus. In der Hitze bilden sich dagegen basische Bleicarbonate wie Bleiweiß.
{\displaystyle \mathrm {Pb(CH_{3}COO)_{2}+(NH_{4})_{2}CO_{3}\longrightarrow PbCO_{3}+2\ NH_{4}(CH_{3}COO)} }